# Team TG FF
Team TG FF, auch bekannt als Team ThorenGruppen Fotboll Förening, ist ein schwedischer Fußballverein aus Umeå. Die Männermannschaft spielte im Laufe der seit 2005 andauernden Klubgeschichte mehrere Spielzeiten in der drittklassigen Division 1, in der sie seit dem Wiederaufstieg Ende 2024 erneut antritt.

## Geschichte
Team TG FF gehört dem Allianzverein Team TG SK an, der 2005 vom Aus- und Fortbildungsunternehmen Thorengruppen gegründet wurde. Dort lag zunächst der Fokus aus Unihockey, später entstand unter anderem auch eine Fußballmannschaft. Diese trat 2014 als Team TG FF erstmals in der schwedischen Ligapyramide als Achtligist an, im folgenden Jahr trat die Fußballabteilung von Tegs SK dem Verein bei und Team TG FF übernahm dessen Startplatz in der viertklassigen Division 2. Direkt auf Anhieb wurde die Mannschaft Staffelsiegerin und stieg in die Drittklassigkeit auf. In der Debütspielzeit 2016 erreichte sie in der Division 1 den fünften Tabellenplatz, rutschte aber in den folgenden Jahren in den Abstiegskampf. In der Spielzeit 2020 belegte sie mit neun Punkten Rückstand auf den von Karlslunds IF belegten Relegationsplatz einen Abstiegsplatz und stieg nach fünf Jahren Drittklassigkeit wieder ab. Nach dem direkten Wiederaufstieg folgte am Ende der Spielzeit 2022 als Tabellenschlusslicht mit zwölf Punkten der erneute Abstieg, ehe zur Spielzeit 2025 nach einem Duell mit Bodens BK und dem Gewinn der Viertliga-Meisterschaft mit der besseren Tordifferenz vor dem punktgleichen Konkurrenten die abermalige Rückkehr in die Drittklassigkeit gelang.

## Stadion
Team TG FF trägt seine Heimspiele in der Umeå Energi Arena aus, die der Klub mit dem Lokalkonkurrenten Umeå FC und dem Frauenfußballverein Umeå IK damfotboll teilt. Das Stadion bietet 8000 Zuschauern Platz und verfügt über einen Kunstrasenplatz.